# Unterseeboot 101 (1940)
Pour les articles homonymes, voir Unterseeboot 101.
L'Unterseeboot 101 ou U-101 est un sous-marin allemand (U-boot) de type VII.B construit pour la Kriegsmarine pendant la Seconde Guerre mondiale.

## Construction
Le U-101 est issu du programme 1937-1938 pour une nouvelle classe de sous-marins océaniques. Il est de type VII B lancé entre 1936 et 1940. Construit dans les chantiers de Friedrich Krupp Germaniawerft AG à Kiel, la quille du U-101 est posée le 31 mars 1939 et il est lancé le 13 janvier 1940. L'U-101 entre en service deux mois plus tard.

## Historique
Mis en service le 11 mars 1940, l'U-101 a servi comme sous-marin d'entrainement et de navire-école pour les équipages d'abord au sein de la 7. Unterseebootsflottille à Kiel.

Le 1er avril 1940, l'U-101 devient opérationnel toujours dans la 6. Unterseebootsflottille, à Kiel, et plus tard à la base sous-marine de Saint-Nazaire en France.
Il réalise sa première patrouille de guerre, quittant le port de Kiel, le 29 avril 1940, sous les ordres du Kapitänleutnant Fritz Frauenheim. Après 5 jours en mer, il arrive à Trondheim le 3 mai 1940.
L'Unterseeboot 101 a effectué 10 patrouilles dans lesquelles il a coulé 22 navires marchands pour un total de 112 618 tonneaux, 1 navire de guerre de 1 190 tonnes et a endommagé 2 navires marchands pour un total de 9 113 tonneaux au cours des 286 jours en mer.
Sa dixième patrouille commence  le 11 octobre 1941, quittant Saint-Nazaire, sous les ordres du Kapitänleutnant Ernst Mengersen et rejoint le port de Kiel , 37 jours plus tard et avec un succès d'un navire marchand coulé de 1 190 tonneaux le 16 novembre 1941.
Il quitte le service actif le 28 février 1942 et rejoint le 1er mars 1942 la 26. Unterseebootsflottille à Pillau pour servir à l'entraînement des équipages comme navire-école jusqu'au 1er avril 1942, date à laquelle l'U-101 est affecté à la 21. Unterseebootsflottille toujours à Pillau, puis le 1er septembre 1942 dans la 24. Unterseebootsflottille à Memel et enfin à partir du 1er septembre 1943 dans la 23. Unterseebootsflottille à Gotenhafen

Il est désarmé le 21 octobre 1943 à Neustadt.
 
Le 23 mai 1945, la fin de la guerre se faisant sentir et pour répondre aux ordres de l'amiral Karl Dönitz pour l'Opération Regenbogen, l'U-101 est sabordé.
Après guerre, l'U-101 est renfloué et démoli.

## Affectations
- 7. Unterseebootsflottille à Kiel du 11 au 31 mars 1940 (entraînement)
- 7. Unterseebootsflottille à Kiel et Saint-Nazaire du 1er avril 1940 au 28 février 1942 (service actif)
- 26. Unterseebootsflottille à Pillau du 1er au 31 mars 1942 (entraînement)
- 21. Unterseebootsflottille à Pillau  du 1er avril au 31 août 1942 (navire-école)
- 24. Unterseebootsflottille à Memel du 1er septembre 1942 au 31 août 1943 (entraînement)
- 23. Unterseebootsflottille à Gotenhafen du 1er septembre au 21 octobre 1943 (entraînement)

## Commandements
- Kapitänleutnant Fritz Frauenheim du 11 mars au 19 novembre 1940
- Kapitänleutnant Ernst Mengersen du 18 novembre 1940 au 31 décembre 1941
- Oberleutnant zur See arl-Heinz Marbach du 1er janvier au 3 février 1942
- Oberleutnant zur See Friedrich Bothe du 4 février au 31 mars 1942
- Ernst von Witzendorff de mai au 25 octobre 1942
- Oberleutnant zur See Helmut Münster du 15 septembre 1942 au 21 octobre 1943

Nota: Les noms de commandants sans indication de grade signifie que leur grade n'est pas connu avec certitude à notre époque à la date de la prise de commandement.

## Patrouilles
|       | Commandant              | Départ           | Départ        | Arrivée           | Arrivée       | Jours     | Succès    |
| ----- | ----------------------- | ---------------- | ------------- | ----------------- | ------------- | --------- | --------- |
| 1     | Kptlt. Fritz Frauenheim | 29 avril 1940    | Kiel          | 3 mai 1940        | Trondheim     | 5 jours   |           |
|       | Kptlt. Fritz Frauenheim | 5 mai 1940       | Trondheim     | 10 mai 1940       | Kiel          | 6 jours   |           |
| 2     | Kptlt. Fritz Frauenheim | 21 mai 1940      | Kiel          | 25 juin 1940      | Kiel          | 36 jours  | 42 022    |
| 3     | Kptlt. Fritz Frauenheim | 9 août 1940      | Kiel          | 16 septembre 1940 | Lorient       | 39 jours  | 12 311    |
| 4     | Kptlt. Fritz Frauenheim | 5 octobre 1940   | Lorient       | 24 octobre 1940   | Lorient       | 20 jours  | 18 717    |
| 5     | Kptlt. Ernst Mengersen  | 24 novembre 1940 | Lorient       | 7 décembre 1940   | Lorient       | 14 jours  | 27 441    |
| 6     | Kptlt. Ernst Mengersen  | 23 janvier 1941  | Lorient       | 19 février 1941   | Lorient       | 28 jours  | 10 699    |
| 7     | Kptlt. Ernst Mengersen  | 24 mars 1941     | Lorient       | 2 mai 1941        | Lorient       | 40 jours  |           |
| 8     | Kptlt. Ernst Mengersen  | 28 mai 1941      | Lorient       | 4 juillet 1941    | Lorient       | 38 jours  | 10 541    |
| 9     | Kptlt. Ernst Mengersen  | 7 août 1941      | Lorient       | 4 septembre 1941  | Saint-Nazaire | 29 jours  |           |
|       | Kptlt. Ernst Mengersen  | 4 octobre 1941   | Saint-Nazaire | 6 octobre 1941    | Saint-Nazaire | 3 jours   |           |
| 10    | Kptlt. Ernst Mengersen  | 11 octobre 1941  | Saint-Nazaire | 16 novembre 1941  | Kiel          | 37 jours  | 1 190     |
| Total | Total                   | Total            | Total         | Total             | Total         | 286 jours | 122 921 t |

Note : Kptlt. = Kapitänleutnant

### Opérations Wolfpack
L'U-101 a opéré avec les Wolfpacks (meutes de loup) durant sa carrière opérationnelle:
1. Rösing (12 juin 1940 - 15 juin 1940)
2. West (2 juin 1941 - 20 juin 1941)
3. Grönland (12 août 1941 - 27 août 1941)
4. Reissewolf (21 octobre 1941 - 29 octobre 1941)

## Navires coulés
L'Unterseeboot 101 a coulé 22 navires marchands pour un total de 112 618 tonneaux, 1 navire de guerre de 1 190 tonnes et a endommagé 2 navires marchands pour un total de 9 113 tonneaux au cours des 10 patrouilles (286  jours en mer) qu'il effectua.
| Date               | Nom                | Nationalité | Tonnage (GRT) | Fait      |
| ------------------ | ------------------ | ----------- | ------------- | --------- |
| 26 mai 1940        | Stanhall           | Royaume-Uni | 4 831         | Coulé     |
| 31 mai 1940        | Orangemoor         | Royaume-Uni | 5 775         | Coulé     |
| 2 juin 1940        | Polycarp           | Royaume-Uni | 3 577         | Coulé     |
| 11 juin 1940       | Mount Hymettus     | Grèce       | 5 820         | Coulé     |
| 12 juin 1940       | Earlspark          | Royaume-Uni | 5 250         | Coulé     |
| 14 juin 1940       | Antonis Georgandis | Grèce       | 3 557         | Coulé     |
| 16 juin 1940       | Wellington Star    | Royaume-Uni | 13 212        | Coulé     |
| 19 août 1940       | Ampleforth         | Royaume-Uni | 4 576         | Coulé     |
| 28 août 1940       | Elle               | Finlande    | 3 868         | Coulé     |
| 1er septembre 1940 | Efploia            | Grèce       | 3 867         | Coulé     |
| 12 octobre 1940    | Saint-Malo         | Canada      | 5 799         | Coulé     |
| 18 octobre 1940    | Blairspey          | Royaume-Uni | 4 155         | Endommagé |
| 18 octobre 1940    | Creekirk           | Royaume-Uni | 3 917         | Coulé     |
| 19 octobre 1940    | Assyrian           | Royaume-Uni | 2 962         | Coulé     |
| 19 octobre 1940    | Soesterberg        | Pays-Bas    | 1 904         | Coulé     |
| 30 novembre 1940   | Aracataca          | Royaume-Uni | 5 378         | Coulé     |
| 1er décembre 1940  | Appalachee         | Royaume-Uni | 8 826         | Coulé     |
| 1er décembre 1940  | Loch Ranza         | Royaume-Uni | 4 958         | Endommagé |
| 2 décembre 1940    | Kavak              | Royaume-Uni | 2 782         | Coulé     |
| 2 décembre 1940    | Lady Glanely       | Royaume-Uni | 5 497         | Coulé     |
| 14 février 1941    | Holystone          | Royaume-Uni | 5 462         | Coulé     |
| 17 février 1941    | Gairsoppa          | Royaume-Uni | 5 237         | Coulé     |
| 4 juin 1941        | Trecarrell         | Royaume-Uni | 5 271         | Coulé     |
| 9 juin 1941        | Trevarrack         | Royaume-Uni | 1 190         | Coulé     |
| 18 octobre 1941    | HMS Broadwater     | Royaume-Uni | 1 190         | Coulé     |